# Concaveplana ventriprocessa
Concaveplana ventriprocessa är en insektsart som beskrevs av Li och Chen 1999. Concaveplana ventriprocessa ingår i släktet Concaveplana och familjen dvärgstritar. Inga underarter finns listade i Catalogue of Life.